# Мартинсбург (Охајо)
Мартинсбург (енгл. Martinsburg) град је у америчкој савезној држави Охајо.

## Демографија
По попису из 2010. године број становника је 237, што је 52 (28,1%) становника више него 2000. године.
| Група             | 2000.        | 2010.       |
| Белци             | 185 (100,0%) | 222 (93,7%) |
| Афроамериканци    | 0 (0,0%)     | 4 (1,7%)    |
| Азијати           | 0 (0,0%)     | 1 (0,4%)    |
| Хиспаноамериканци | 0 (0,0%)     | 0 (0,0%)    |
| Укупно            | 185          | 237         |